# جالاكسي إيه آي
جالاكسي إيه آي هو مجموعة من ميزات الذكاء الاصطناعي التي طورتها شركة سامسونج للاستخدام في إجهزة جالاكسي المحمولة.
أطلق هذا النظام أول مرة مع سلسلة هواتف سامسونج جالاكسي إس 24، في يناير 2024.

متوفر في 20 لغة بما فيها العربية والصينية والإنجليزية. 

## اللغات المتوفر فيها المجموعة
النظام متوفر في ٢٠ لغة تقريبّا بما فيهم: 
1. العربية
2. الصينية(البر الرئيسي الصين وهونغ كونغ)
3. الإنجليزية (أستراليا، الهند، الولايات المتحدة، المملكة المتحدة)
4. الفرنسية (كندا وفرنسا)
5. الألمانية
6. الهندية
7. الإندونيسية
8. الإيطالية
9. اليابانية
10. الكورية
11. البرتغالية(البرازيل)
12. الروسية
13. الإسبانية(المكسيك، إسبانيا، الولايات المتحدة)
14. التايلاندية
15. الفيتنامية